# Lerklobb
Lerklobb är ett skär i Åland (Finland). Det ligger i Skärgårdshavet, Ålands hav eller Bottenhavet och i kommunen Hammarland i landskapet Åland, i den sydvästra delen av landet. Ön ligger omkring 29 kilometer nordväst om Mariehamn och omkring 290 kilometer väster om Helsingfors.
Öns area är 2,1 hektar och dess största längd är 380 meter i nord-sydlig riktning. I omgivningarna runt Lerklobb växer i huvudsak blandskog. Runt Lerklobb är det glesbefolkat, med 11 invånare per kvadratkilometer.. Närmaste större samhälle är Finström, 15,7 km öster om Lerklobb.